# Margarete Wittkowski
Margarete Wittkowski, née le 18 août 1910 à Posen et morte le 20 octobre 1974 à Singen, est une femme politique allemande.
Elle est vice-présidente du Conseil des ministres de la RDA de 1961 à 1967 et cinquième présidente de la Banque d'État de 1967 à 1974.

## Biographie
Fille de commerçants, Margarete Wittkowski étudie l'économie politique. Ne pouvant continuer ses études à Berlin en raison de la venue au pouvoir des nazis, elle passe son doctorat à Bâle.
De retour en Allemagne, elle participe à la lutte clandestine contre le nazisme. Poursuivie par la Gestapo, elle émigre en Suisse puis en Angleterre.
Elle revient en Allemagne en 1946 et devient directrice du Bureau central de planification du ministère du plan. En 1952, elle est élue présidente de la Fédération des coopératives de consommation.
En 1954, Margarete Wittkowski est nommée vice-présidente de la commission de planification et, en 1961, vice-présidente du Conseil des ministres, fonction qu'elle exerce jusqu'en 1967.

## Distinction
- 1965 : Ordre du Mérite patriotique (or)

## Sources et références
- (de) Cet article est partiellement ou en totalité issu de l’article de Wikipédia en allemand intitulé « Margarete Wittkowski » (voir la liste des auteurs).

1. 1 2 3  Gilbert Badia et Pierre Lefranc, Un pays méconnu : la République démocratique allemande, Dresde, Verlag Zeit im Bild, 1966, p.181.